# Dendrophryniscus carvalhoi
Dendrophryniscus carvalhoi är en groddjursart som beskrevs av Eugenio Izecksohn 1994. Dendrophryniscus carvalhoi ingår i släktet Dendrophryniscus och familjen paddor. IUCN kategoriserar arten globalt som starkt hotad. Inga underarter finns listade i Catalogue of Life.